# جانی دیوانه آدمکش
جانی دیوانه آدمکش (که به صورت کوتاه شده JtHM نامیده می‌شود) اولین کتاب داستان مصور نوشته جونن واسکز است. این سریال داستان مرد جوانی به نام جانی «نی» سی. را روایت می‌کند که در پی یافتن نیروهای احتمالاً فرا طبیعی است که او را وادار به ارتکاب قتل‌های زنجیره‌ای می‌کنند، قتل‌هایی که به نظر می‌رسد همیشه از مجازات آنها فرار می‌کند. JtHM در دهه ۱۹۹۰ به عنوان یک داستان مصور آغاز به کار کرد، سپس تحت نظر ناشر داستان مصورهای جایگزین، Slave Labor Graphics، به صورت یک مجموعه محدود هفت شماره‌ای منتشر شد که بعداً در چهارچوب کتاب جیبی تجاری Johnny the Homicidal Maniac: Director's Cut گردآوری شد. این سریال سه اسپین‌آف تولید کرد: Squee!، من احساس بیماری می‌کنم و فیلربنی.

## ایجاد داستان مصور
واسکز نقاشی را از مهد کودک شروع کرد. او در دبیرستان مونت پلزنت تحصیل کرد، جایی که در مسابقه‌ای برای طراحی کاردینال به عنوان نماد مدرسه شرکت کرد. واسکز یک اثر ارسال کرد، اما داوران آن را رد کردند. او در پشت یک نقاشی اولیه برای مسابقه، اولین طرح خود را از شخصیتی که بعداً جانی سی نام گرفت، کشید. روزنامه دانش‌آموزی دبیرستان واسکز تعدادی داستان مصور استریپ با عنوان جانی، دیوانه کوچولوی آدمکش منتشر کرد. واسکز می‌گوید این شخصیت در اصل یک آواتار شخصی بوده که می‌توانسته خیال‌پردازی‌های انتقام‌جویانهٔ خودش را انجام دهد. راب شرب، هنرمند کتاب‌های مصور و فیلمساز، همین نظر را دارد. با این حال، واسکز بعداً از این شخصیت فاصله گرفت و گفت که جانی را نبا ید با یک نویسنده جایگزین اشتبا ه گرفت. واسکز همچنین در دوران تحصیل در مونت پلزنت ، شخصیت «پسر نودل شاد» را خلق کرد تا مانع از درخواست دوست دخترش برای کشیدن داستان مصور شود.
در ابتدای دهه ۱۹۹۰، مجله Carpe Noctem، مجله‌ای دربارهٔ خرده فرهنگ گات، چندین داستان مصور تک صفحه‌ای با حضور جانی، که اکنون جانی دیوانه آدمکش نامیده می‌شود، منتشر کرد. اگرچه او هرگز قصد خلق کتاب‌های داستان مصور را نداشت، واسکز نمونه‌هایی از آثار هنری خود را به ناشر داستان مصورهای جایگزین، Slave Labor Graphics، ارسال کرد. بین اوت ۱۹۹۵ و ژانویه ۱۹۹۷، ناشر مجموعه‌ای از هفت شماره کامل را بر اساس این شخصیت منتشر کرد. واسکز فرایند تولید فیلم جانی را «آشفته» و «بی‌هدف» توصیف می‌کند. همچنان که واسکز روی داستان مصور کار می‌کرد، کمتر و کمتر آماده می‌شد، طرح‌های کلی و طرح‌های اولیه را کنار می‌گذاشت و همزمان با جوهر زدن، دیالوگ‌ها را می‌نوشت. واسکز آرزو می‌کند که ای کاش زمان بیشتری برای برنامه‌ریزی این مجموعه صرف می‌کرد و احساس می‌کند که کیفیت دیالوگ‌ها از رویکرد بی‌برنامهٔ او آسیب دیده است.
یکی از دوستان واسکز، لیا انگلند، به عنوان عکس میانی یک مجموعه پرتره روی جلد شماره دوم مجله جانی دیوانه آدمکش قرار گرفته است. انگلند همچنین الهام‌بخش واسکز برای نوشتن یک داستان مصور دربارهٔ کودکی بود که به طرز خطرناکی از از دست دادن مادرش می‌ترسید، و همچنین داستان مصور «در همین حال…» در شماره دوم. آن دو داشتند دربارهٔ اتفاقی که برای یک تشویق‌کننده افتاده بود بحث می‌کردند و بدترین بهانه ممکن را می‌انداختند.
جونن شخصیت‌های سایکوداوبوی و آقای اِف را بر اساس دو شخصیت واقعی از جنس استایروفوم در نمایشگاه پیلزبری دابوی که پیدا کرده و نقاشی کرده بود، خلق کرد. او نیل‌با نی را زمانی خلق کرد که داشت اولین صفحه‌ای را که این شخصیت روی آن ظاهر می‌شود، نقاشی می‌کرد. و اسکز هنگام طراحی شخصیت‌ها، خودش را مدل قرار داد.
واسکز قصد داشت یک کرم نواری به نام اسکولکس را به عنوان یکی از صداهای جانی انتخاب کند، اما این شخصیت هرگز به مجموعه نهایی راه پیدا نکرد. واسکز اکنون از چانکره اسکولکس به عنوان نام مستعار برای همه چیز قابل شکست است و لایو ژورنال خود استفاده می‌کند.
مانند بسیاری از داستان مصورهای آلترناتیو و دیگر عناوین Slave Labor Graphics، جانی متعلق به خالق اثر است. تا سپتامبر ۱۹۹۶، واسکز در مقدمهٔ ششمین شماره از مجموعهٔ «جانی، دیوانهٔ آدمکش» اعلام کرد که در حرفهٔ هنری خود به موفقیت کافی رسیده است تا بتواند شغل روزانه‌اش را رها کند و تمام وقت خود را وقف هنرش کند.
همچنان که داستان مصورهای او از فروشگاه‌های اختصاصی کتاب‌های داستان مصور به مراکز خرید منتقل می‌شدند، واسکز از تغییر مخاطبا نش ابراز تاسف می‌کرد. واسکز مجموعه انیمیشنی خودش به نام «مهاجم زیم» را ساخت و به دلیل خشونت به تصویر کشیده شده، از خواندن کتاب «جانی» توسط طرفداران جوان‌تر زیم احساس ناراحتی کرد.

## نسخه کارگردان

روی جلد کتاب «جانی، دیوانه آدمکش: نسخه چاپی کارگردان» شخصیت‌های کارتونی «پسر نودل خوشحال»، «آقای سامسا» و «با نی نیل» دیده می‌شوند.

«جانی دیوانه قاتل: نسخه کارگردان»، یک کتاب جیبی تجاری که در ژوئیه ۱۹۹۷ توسط انتشارات Slave Labor Graphics منتشر شد، این مجموعه را گردآوری کرده بود. انتشارات Slave Labor همچنین نسخه‌ای با جلد سخت از این مجموعه را منتشر کرد. راب شرب پیشگفتاری ارائه می‌دهد. نسخه چاپی شامل «گالری وحشت‌های با ستانی» است که شامل چند داستان کوتاه منتشر شده در روزنامه دبیرستان مونت پلزنت و کارپه نوکتم و همچنین برخی داستان‌های کوتاه منتشر نشده است که همگی با تفسیر واسکز منتشر شده‌اند. این کتاب جیبی همچنین برخی مطالب تکمیلی جدید مانند طرح‌های اولیه، خلاصه داستان هر شماره، شرح حال شخصیت‌ها و مصاحبه‌ای داستانی با واسکز را معرفی می‌کند، اما بسیاری از مطالب تکمیلی مجموعه اصلی را حذف کرده است.
روی جلد این کتاب جیبی لوگوی «Z?» به معنای «سؤال خواب» نقش بسته است. «Z؟» مکرراً در آثار و اسکز دیده می‌شود و «Question Sleep» نام وب‌سایت رسمی اوست. «Z؟» اشاره‌ای به بی‌خوابی است، وضعیتی که چندین نفر از شخصیت‌های او از آن رنج می‌برند.

## اسپین‌آف‌ها
«جانی دیوانهٔ آدمکش» دو مجموعهٔ فرعی به دنبا ل داشت: یک مجموعهٔ چهار قسمتی با عنوان «جیغ!»، و یک دابل شات با عنوان «حالم بد است» . انتشار کتاب Squee! با جلد شومیز تجاری. با عنوان «کتاب غول‌پیکر و شگفت‌انگیز اسکویی از وحشت‌های وصف‌ناپذیر»، شامل نوارهای پرکننده‌ای است که در نسخهٔ کارگردان حذف شده‌اند. جانی در پایان انیمیشن Squee! حضوری کوتاه دارد. و در شماره دوم مجله «من حالم بد است». واسکز همچنین یک حساب توییتر از دیدگاه جانی داشت، اما آن حساب به حالت تعلیق درآمده است.

## سبک داستان
این داستان مصور سیاه و سفید با  کنتراست بالا است و شخصیت‌های کارتونی با سبک و هندسی در آن به تصویر کشیده شده‌اند. ژرفانمایی بیشتر بسیار آزاد است. حاشیه‌های پنل‌ها ناهموار هستند و نوارهای خاصی پیام‌هایی را در طرح‌های پیچیده حاشیه‌ها پنهان کرده‌اند. بسیاری از شخصیت‌ها تقریباً تا حدی لاغر هستند که به آدمک‌های چوبی تبدیل می‌شوند. چندین نفر از شخصیت‌ها، از جمله جانی، تی‌شرت‌هایی با پیام‌های پرمعنا می‌پوشند که از تابلویی به تابلوی دیگر تغییر می‌کند. واسکز بیشتر با نظرات فرعی، دیوار چهارم را می‌شکند تا دربارهٔ کتاب، مخاطب آن یا خودش صحبت کند. با دکنک‌های گفتاری با حال و هوای شخصیت‌ها تغییر می‌کنند. برای مثال، با دکنک‌های کلمات جانی وقتی عصبا نی می‌شوند، خار درمی‌آورند.

### جانی «نی» سی.
الگو:Jhonen Vasquezاین سریال بر روی جانی سی، مردی که استادانه هر شخصی را که او را آزار می‌دهد، می‌کشد، تمرکز دارد. او خون قربا نیانش را می‌مکد تا روی دیوار خانه‌اش نقاشی کند تا از فرار هیولا جلوگیری کند. او ۵ فوت ۹ اینچ (۱۷۵ سانتیمتر) است و ۱۵۰ پوند (۶۸ کیلوگرم). او ستاره‌ها، عملکرد بی‌احساس حشرات، تماشای ربوده شدن انسان‌ها توسط موجودات فضایی، چری «فیز ویز»، چری «مغزهای منجمد»، انواع فیلم‌ها، آبنبا ت‌های میوه‌ای، ماه، بچه‌های تپل کوچولو، پاپ راک و نوشابه و نقاشی پسر خوشحال رشته‌فرنگی را دوست دارد. او از رطوبت، خواب، نیاز جسمی و روحی به هر چیزی، ربوده شدن توسط موجودات فضایی، افرادی که می‌گویند «با ید سیگار بکشم !»، کلمات خاص (مانند «خل و چل»)، از دست دادن عقل، نگرش شیطان و اصابت گلوله به سرش (یا به‌طور کلی استفاده از اسلحه) بیزار است.

جانی، دیوانهٔ آدمکش.

به جز یک عبا رت طعنه‌آمیز که ریشه‌های جانی را ناشی از قتل والدینش توسط یک «مرد شرور» توصیف می‌کند، پیشینه و زندگی او قبل از وقایع داستان مصور عمداً مبهم نگه داشته شده است.

### تاد «اسکوئی» کَسیل
الگو:Goth subcultureتاد کَسیل (که به دلیل صدایی که هنگام ترس از خودش درمی‌آورد به «اِسکوی» معروف است) پسر جوانی است که در خانهٔ کناری جانی زندگی می‌کند. هیچ‌کدام از والدینش به او اهمیت نمی‌دهند، مخصوصاً پدرش که ساعت‌های بی‌شماری را در یک شغل بی‌رونق کار می‌کند و پس از بزرگ کردن اسکوئی، زندگی فلاکت‌با ری را سپری می‌کند. در حالی که والدینش آشکارا بدرفتار یا حتی بی‌توجه نیستند، اما به شدت القا می‌شود که مادرش به نوعی معتاد به مواد مخدر است و پدرش هیچ ابا یی ندارد که اسکوئی را به دلیل تمام شکست‌های شخصی‌اش سرزنش کند، ویژگی‌ای که جانی آن را آموخته و ظاهراً از آن متنفر است - بنابراین جانی به نوعی «سرپرست» اسکوئی تبدیل می‌شود، پیشنهاد می‌دهد که پدرش را برای انتقام کور کند و او را از دست یک کودک‌آزار نجات دهد. با وجود این، به نظر می‌رسد اسکوئی تنها شخصیت اصلی انسان به جز جانی است که از جنایات او آگاه است و به همین دلیل از او به شدت می‌ترسد. تنها دوست اسکویی یک خرس عروسکی کوچک به نام شمی است. شمی در خواب به اسکوئی می‌گوید که او یک «اسفنج تروما» است، تمام ترس‌ها و کابوس‌های او در شمی «گنجانده» شده‌اند. اسکوئی همچنین با پسر شیطان دوست است و با او به مدرسه می‌رود. اسکویی سریال مخصوص به خودش را دارد به نام اسکویی! که بعداً در کتاب «غول بزرگ شگفت‌انگیز وحشت‌های وصف‌ناپذیر» اثر تی‌پی‌بی اسکوئی گردآوری شد.

## محیط داستان
داستان این سریال در اواسط دهه ۱۹۹۰ در شهری خیالی و نامشخص اتفاق می‌افتد. خیابا ن‌های شهری رو به زوال، کوچه پس کوچه‌های تاریک و فروشگاه‌های رفاهی کثیف، پس‌زمینهٔ این سریال را تشکیل می‌دهند. همه چیز در حال فروپاشی و پوشیده از زبا له و گرافیتی است، در حالی که تابلوهای نئون سرمایه‌داری مصرفیِ بی‌ارزش، آن را روشن کرده‌اند.
جانی در یک خانهٔ یک طبقهٔ قدیمی با آدرس خیابا ن ۷۷۷ زندگی می‌کند. این خانه در زیر خود یک هزارتوی گسترده از تونل‌ها دارد. جانی از اتاق‌های زیرزمینی به عنوان سیاه‌چال و اتاق‌های شکنجه، و همچنین محل نگهداری اجساد، استفاده می‌کند، اگرچه بقایای قربا نیان خود را نیز دفن می‌کند. این تونل‌ها همچنین شبکه‌ای به مکان‌های مختلف، مانند محل سکونت همسایه‌اش اسکوئی، برای او فراهم می‌کنند. جانی متوجه می‌شود که چیدمان خانه دائماً در حال تغییر است، هرچند که بیان نمی‌کند که آیا این تغییر نتیجه نیروهای فرا طبیعی موجود در خانه است یا روان‌پریشی خودش، اگرچه در شماره بعدی، وقتی دو نفر از زندانیان او فرار می‌کنند، مشخص می‌شود که خانه در واقع یک موجود فرا طبیعی است که از قوانین فیزیک پیروی نمی‌کند. جانی اظهار می‌کند که مدتی پیش خانه را پیدا کرده و به آنجا نقل مکان کرده است. او همچنین یک سکوی فرود اشیاء پرنده ناشناس روی پشت با م ساخت. در تمام طول سریال، هیچ موردی وجود ندارد که مقامات یا پلیس به دنبا ل جانی با شند و به نظر می‌رسد که از وجود او بی‌خبرند.
بخش بعدی داستان در زندگی پس از مرگ اتفاق می‌افتد. جانی پس از اینکه تصادفاً به خودش شلیک می‌کند، ابتدا به بهشت و سپس به جهنم سفر می‌کند و هر دو بیشتر از آنچه که او انتظار داشت با زمین وجه اشتراک دارند.

## خلاصه داستان
داستان با تصاویری روایت می‌شود که وضعیت روانی آشفتهٔ جانی را منعکس می‌کنند. و اسکز توضیح نمی‌دهد که کدام رویدادهای داستان عینی و کدام ذهنی هستند و هیچ پیشینه‌ای در مورد ریشه‌های جانی ارائه نمی‌دهد.
داستان از آنجا شروع می‌شود که پسری به نام تاد (که بعدها جانی به دلیل صداهایی که هنگام ترس از خود درمی‌آورد، او را اسکوئی صدا زد) نیمه‌شب از خواب بیدار می‌شود و جانی را در حمام خانه جدید خانواده‌اش می‌بیند. جانی پس از رویارویی با تدی خرسه اسکویی، شمی، آنجا را ترک می‌کند و به اسکویی اطلاع می‌دهد که همسایه هستند. بعداً، جانی در رستوران «تاکو هل» با یک قاشق به آشوب و هرج و مرج می‌پردازد، به تحریک یکی از مشتریان مسن که او را «خل و چل» خطاب کرده است. جانی پس از کشتار، پوشش خبری آن را در اخبا ر دنبا ل می‌کند. بعداً، جانی پس از بحث در مورد فلسفه قتل با ادگار وارگاس، مردی صبور و آرام را دستگیر و به قتل می‌رساند، و همچنین نیاز مرموز خود به جمع‌آوری خون برای رنگ‌آمیزی دیوار خانه‌اش را توضیح می‌دهد، و بعداً پس از تأمل در مورد «زشتی درونی» آنها، زنی زیبا را به قتل می‌رساند. او با دِوی، صندوقدار، قرار دیدار می‌گذارد و دچار فروپاشی روانی می‌شود و وقتی تسلیم ترس از دست دادن خوشبختی‌اش می‌شود، سعی می‌کند او را با چاقو بکشد، اما دِوی جانی را وحشیانه کتک می‌زند و فرار می‌کند. مدتی بعد، او تمام افراد حاضر در کافه‌ای که از همه بیشتر دوستش دارد را می‌کشد و یک فروشندهٔ فروشگاه را به دلیل اینکه نتوانسته یک بستنی یخی بخرد، به قتل می‌رساند. جانی متوجه می‌شود که ممکن است یک نیروی فرا طبیعی مانع از محاکمه او به دلیل قتل‌هایش شود. او و سر شناور و دارای ادراک، «نیلبا نی»، در زیرزمین به ظاهر بی‌پایان خانه‌اش سفر می‌کنند و در مورد ماهیت روان‌پریشی جانی بحث می‌کنند و متوجه نیروهای مختلفی می‌شوند که با ذهن او با زی می‌کنند. جانی به نیروی شیطانی مرموزی که پشت دیوار پنهان شده اشاره می‌کند که با ید با رنگ‌آمیزی مداوم دیوار با خون تازه قربا نیانش از فرار آن جلوگیری شود، همان‌طور که اف بوی، یکی از دو پسر خمیری که از نظر روانی توسط موجود پشت دیوار قدرت گرفته است، آرزو دارد از فرار آن جلوگیری کند تا نتواند او را پس بگیرد. این در تضاد با سایکو-داف‌بوی است که جانی را ترغیب می‌کند تا خودش را بکشد تا مهر و موم شکسته شود و «استاد» خود را از پشت دیوار آزاد کند. جانی هنگام سفر در زیرزمین خانه‌اش، سوسکی به نام آقای سامسا (برگرفته از گرگور سامسا، شخصیت اصلی داستان کوتاه «مسخ» اثر فرانتس کافکا) را می‌کشد. جانی همچنین یک با زوی ربا تیک و یک تپانچه می‌سازد تا اگر شخصی با او تماس گرفت و به تلفن جواب داد، به او شلیک کند و این کار، با ورش به جاودانگی‌اش را بیشتر به رخ می‌کشد. وقتی دیوی به توصیه یکی از دوستانش (همان‌طور که در صحنه قبلی دیده می‌شود) با او تماس می‌گیرد، جانی از روی کنجکاوی جواب می‌دهد و بلافاصله پس از اینکه تصمیم می‌گیرد خودش را نکشد، از ناحیه سر مورد اصابت گلوله قرار می‌گیرد. در همین زمان، دو نفر از قربا نیان او از دیوار خونین فرار می‌کنند، در حالی که هیولایی بی‌شکل خود را آزاد می‌کند و به نظر می‌رسد که خود واقعیت نیز پاک شده است.
سرانجام، روح جانی به بهشت می‌رسد، جایی که او با سنت پیتر دیدار می‌کند، که به دلیل تمام کارهایی که جانی در طول زندگی‌اش انجام داده، از نظر جسمی بیمار می‌شود. جانی که حواسش پرت است، وارد بهشت می‌شود و با زنی شیطانی به نام الیز لعنتی آشنا می‌شود که جانی را به گشت و گذار می‌برد. جانی وقتی متوجه می‌شود که ارواح در بهشت جاودان هستند و قدرت‌های ذهنی دارند، از جمله توانایی منفجر کردن سر افراد، نبرد روانی عظیمی را آغاز می‌کند. بعداً در طول تور، جانی در حالی که مردی تنبل و چاق است و از فرط خستگی روی صندلی نشسته، به حضور خدا آورده می‌شود. جانی شروع به سخنرانی طولانی می‌کند که در نهایت به فرستادن او به جهنم توسط الیز ختم می‌شود. جانی با سینیور دیابلو دیدار می‌کند، که جانی را به گشت و گذار در دنیای مردگان می‌برد و فاش می‌کند که جانی یک «فلشر» یا «زبا له‌دان» است، موجودی که برای متمرکز کردن فرآورده‌های معنوی تولید شده توسط انسان‌ها در یک جسم یا نقطه خاص در فضا، در این مورد دیوار خانه جانی، انتخاب شده است. با مرگ جانی، دیوار انرژی منفی انبا شته شده را آزاد کرد و در این فرایند، جهان را نابود کرد، که سپس دوبا ره احیا شد. جانی فوراً از جهنم متنفر می‌شود، زیرا با شهروندان وسواسی منفی و خودخواه تعامل دارد و توسط ارشد دیابلو به زندگی با زگردانده می‌شود. بعداً در زمین، جانی مطمئن نیست که آیا واقعاً مرده است یا نوعی توهم را تجربه کرده است، و تصمیم می‌گیرد بی‌احساس شود تا کنترل خود را حفظ کند. وقتی یک قاتل مقلد به نام «جیمی» به دیدار جانی می‌رود و به چندین قتل و یک تجاوز اعتراف می‌کند، جانی از روی انزجار تمام وجودش را تکه‌تکه می‌کند. پس از آن، جانی به دیدار اسکوئی می‌رود و به او می‌گوید که با ید مراقب خودش با شد، در غیر این صورت ممکن است به اندازه جانی از نظر روحی آسیب ببیند. این مجموعه با جانی که بر روی صخره‌ای مشرف به شهر نشسته و در دفتر دلیلاتش می‌نویسد، به پایان می‌رسد، با این امید که «به سردی مهتاب» با شد که صفحات دفتر دلیلات را لمس می‌کند.

## داستانهای کوتاه
«جانی، دیوانه آدمکش» چندین داستان کوتاه دارد که در بیشتر موارد هیچ ارتبا طی با داستان اصلی ندارند. «جانی دیوانه قاتل: نسخه کارگردان» شامل «پسر خوشحال رشته‌فرنگی»، «اطلاعیه خدمات عمومی» و «آن گویش» است، در حالی که «کتاب غول‌پیکر و شگفت‌انگیز اسکویی از وحشت‌های غیرقابل توصیف» شامل «با ب سر لرزان»، «در همین حال…» و «داستان‌های واقعی از درام انسانی» می‌شود.

### پسر نودل شاد
همچنین یک داستان مصور درون داستان مصور دیگر به شکل «پسر خوشحال رشته‌فرنگی» وجود دارد که توسط خود جانی نوشته و طراحی شده است.

### اطلاعیه خدمات عمومی
در چند شماره، نوارهای «اطلاعیه خدمات عمومی» وجود دارد که به تقلید از اطلاعیه‌های خدمات عمومی تلویزیونی در مورد موضوعاتی مانند با رداری نوجوانان و سوء مصرف مواد می‌پردازد.

### آن گویش
آن گویش زن جوان گات است که در قسمت بعدی سریال، استریپی مخصوص به خودش را دارد. نام او جناس با کلمه "anguish" است. داستان او کاملاً بی‌ارتبا ط با داستان جانی است، هرچند که او در همان دنیای خیالی زندگی می‌کند. استریپ‌هایی که او در آن‌ها حضور دارد، عمدتاً هجویه‌ای بر خرده‌فرهنگ گات هستند.

### با بِ سرِ لرزان

با بِ سرِ لرزان تصمیم به خودکشی می‌گیرد.

با بِ سرِ لرزان در یک دنیای خیالی جدا از داستان اصلی زندگی می‌کند، دنیایی که ساکنانش حیوانات انسان‌نما هستند و به جز با ب، بقیه در معصومیت و سعادت زندگی می‌کنند. در مقابل، با ب یک خودبزرگ‌بین است که خود را با هوش‌ترین فرد جهان و تنها شخصی می‌داند که ماهیت واقعی واقعیت را درک می‌کند، واقعیتی که او آن را کاملاً بدبینانه می‌بیند. منفی‌با فی شدید او را منزوی و افسرده می‌کند. او هر شخصی را که دیدار می‌کند، با ناامیدی خود غرق می‌کند و بیشتر با عث می‌شود که آنها یا خودکشی کنند یا از وحشت از او فرار کنند.

### در همین حال
در یکی از داستان مصورهای «در همین حال…»، گروهی از پینیاتاها برای انتقام از دختری که جشن تولدش یکی از اعضای آنها را گرفته، زنده می‌شوند. در دیگری، دو خدای جنگ با ستانی، دو نگهبا ن گذرگاه مدرسه ابتدایی را به خدمت گرفته‌اند تا نبردی حماسی را با زسازی کنند. در داستان دیگری، یک نوجوان ساده‌لوح و گات، شخصیتی که در «من حالم بد است» نیز ظاهر می‌شود، رؤیای تبدیل شدن به یک خون‌آشام جذاب مانند آنهایی که در «وقایع‌نگاری خون‌آشام‌ها» یافت می‌شوند را در سر می‌پروراند، اما در عوض به خون‌آشامی بیشتر شبیه کنت اورلاک تبدیل می‌شود. در یکی از داستان مصورهای بدنام «در همین حال…»، مردی عصبی در قرار دیدار با دوی دی. سعی می‌کند اسهال شدید خود را پنهان کند. جونن وا سکز، در اقدامی خود-القاکننده، در دیگر داستان مصورهای «در همین حال…» ظاهر می‌شود.

### داستان‌های واقعی از درام انسانی
این داستان مصور استریپ‌ها با عنوان «داستان‌های واقعی از درام انسانی» داستان‌هایی دربارهٔ چیزهایی مانند انفجار یک نوزاد، سقوط هواپیما به اتوبوسی پر از پیشاهنگان پسر و مردی که چیزی را از بینی خود چنان وحشتناک بیرون می‌دهد که یک کشیش به او دستور می‌دهد از یک ساختمان به پایین بپرد، روایت می‌کنند.

## بازخوردها
در ۵ آوریل ۲۰۰۸، مجله ویزارد، سومین شماره از مجموعه «جانی دیوانه قاتل» را در رتبه ۱۵۱ فهرست ۲۰۰ داستان مصور برتر خود از زمان آغاز به کار این مجله در ژوئیه ۱۹۹۱ قرار داد.

## مجموعه‌های منتشر شده
در طول این سال‌ها، شرکت Slave Labor Graphics کالاهایی مانند لبا س، پوستر و اسبا ب‌با زی از شخصیت جانی قاتل دیوانه را به فروش رسانده است. Slave Labor یک اسبا ب‌با زی فشاری شبح‌وار را که اولین با ر در Johnny the Homicidal Maniac #۴ نشان داده شده بود، به عنوان بخشی از تبلیغات خود برای I Feel Sick عرضه کرد. چند سال پیش، لیوانی بر اساس طرح هیولای دیواری با لوگوی «سؤال اسلیپ» در دست توسعه بود.